# Берёзовка (Красночетайский район)
Берёзовка (чув. Берёзовка) — деревня в Красночетайском районе Чувашской Республики. Входит в состав Атнарского сельского поселения.

## География
Находится в северо-западной части Чувашии на расстоянии приблизительно 10 км на юг от районного центра села Красные Четаи.

## История
Известна с 1928 года как колхозный поселок Путь Социализма. С 1952 года настоящее название. В 1939 году отмечено 293 жителя, в 1979—244. В 2002 году был 81 двор, в 2010 — 47 домохозяйств. В 1928 году был образован колхоз «Путь социализма», в 2010 действовал СХПК «Коминтерн».

## Население
Постоянное население составляло 145 человек (чуваши 97 %) в 2002 году, 132 в 2010.